# フェリックス・オヒス・ウドゥオカイ
フェリックス・オヒス・ウドゥオカイ（Felix Ohis Uduokhai、1997年9月9日 - ）は、ドイツ・アンナベルク出身のサッカー選手。ポジションはディフェンダー。

## 経歴
ドイツ人の父親とナイジェリア人の母親を持つ。
2017年6月にVfLヴォルフスブルクと5年契約を結んだ。当初は控えとして加入したものの、センターバック陣に負傷が相次ぎ、リーグ戦18試合に出場した。
2019年8月28日、FCアウクスブルクに1シーズン（買取オプション付き）のレンタル移籍。